# Singen
Singen (Hohentwiel) este un oraș în partea de sud a statului Baden-Württemberg, Germania.

## Orașe înfrățite
- La Ciotat, Franța din  1968
- Pomezia, Italia din  1974
- Celje, Slovenia din  1989
- Kobeleakî, Ucraina din  1993

1. ↑   http://www.statistik.baden-wuerttemberg.de/BevoelkGebiet/Bevoelkerung/01515020.tab?R=GS335075 Lipsește sau este vid: |title= (ajutor)